# 訃報 2005年9月
訃報 2005年9月（ふほう 2005ねん9がつ）では、2005年（平成17年）9月中に物故した、又は物故が報じられた人物についてまとめる。

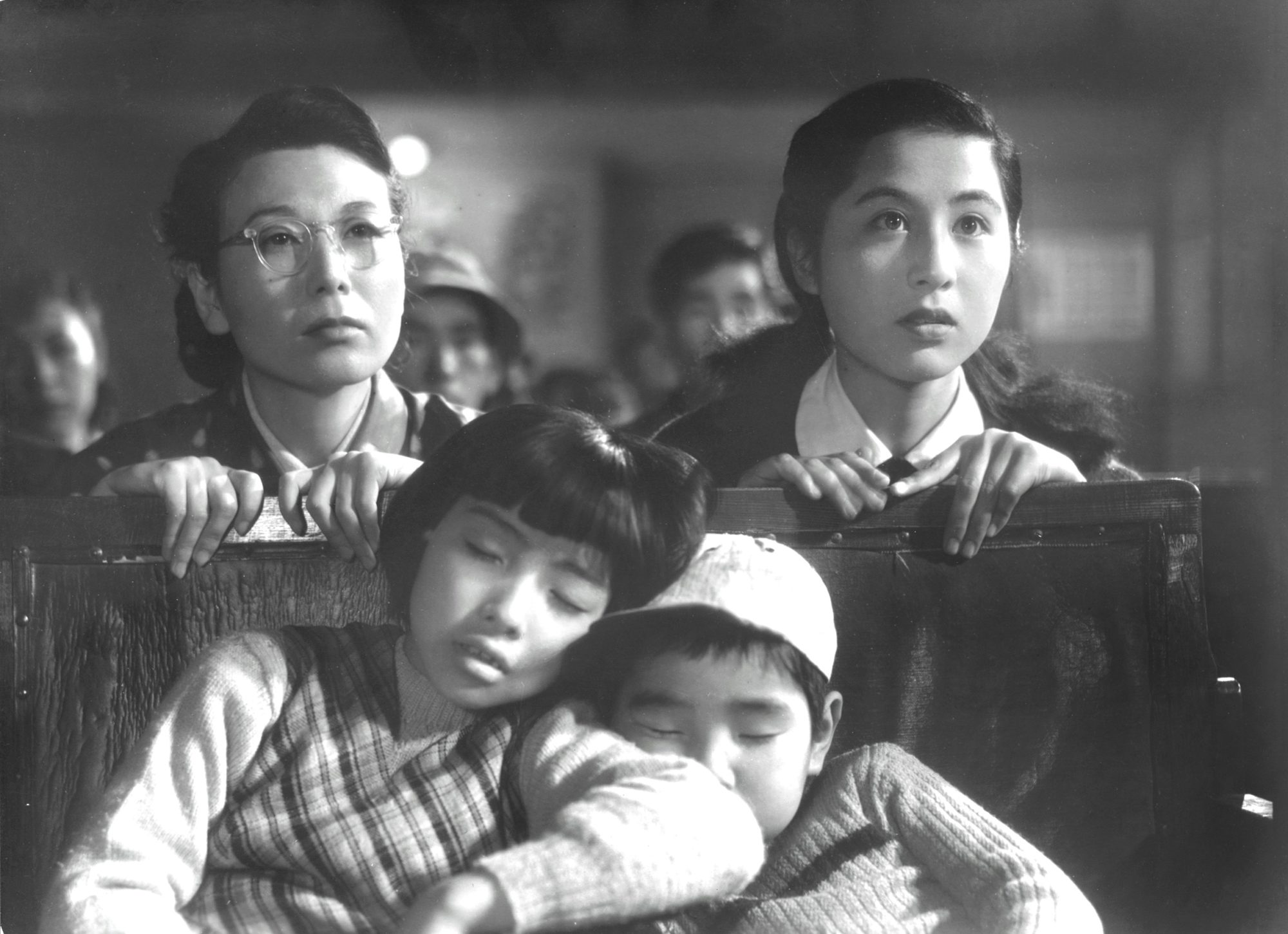
中北千枝子（上列左）／9月13日没

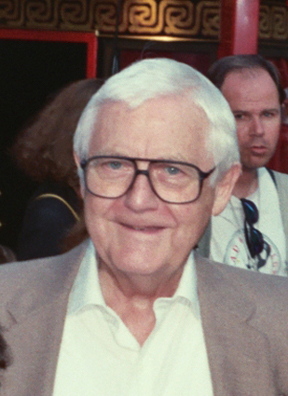
ロバート・ワイズ／9月14日没

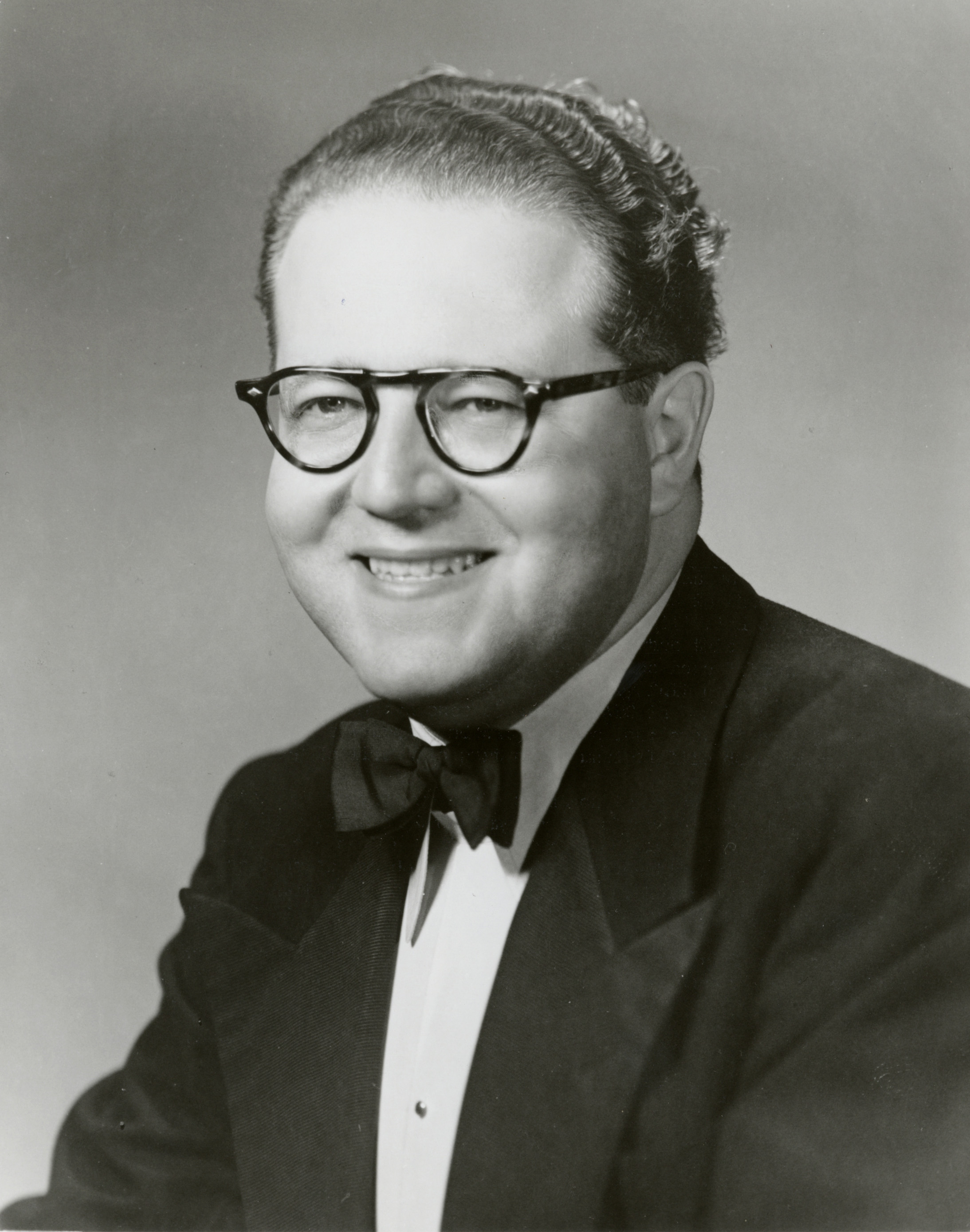
アルフレッド・リード／9月17日没

後藤田正晴／9月19日没

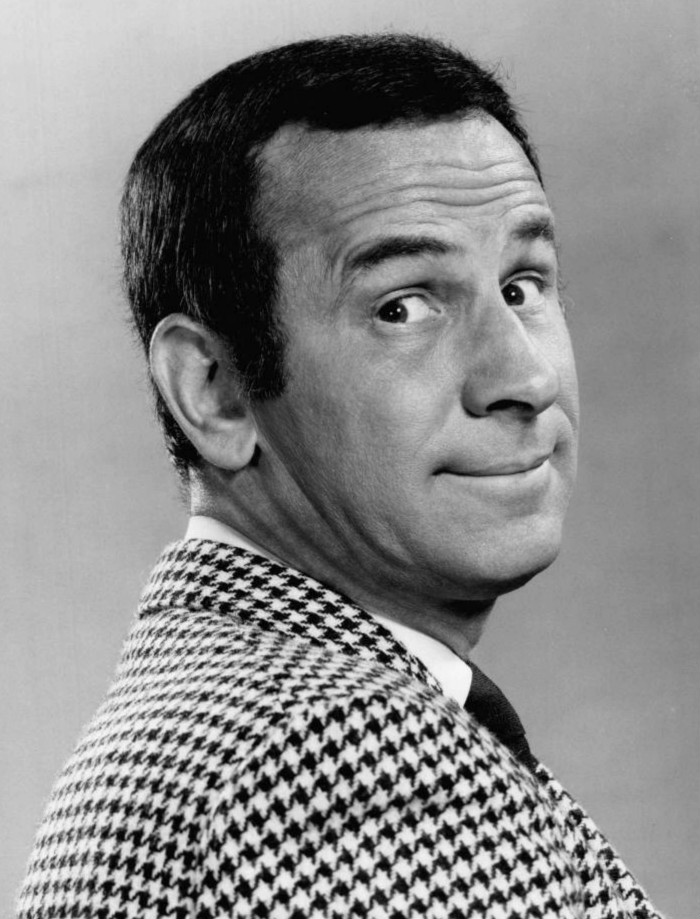
ドン・アダムス／9月25日没

## （1日 - 15日）
- 9月1日 - マヌエル・アウセンシ、オペラ歌手（* 1919年）
- 9月2日 - 朝吹登水子、翻訳家（* 1917年）
- 9月2日 - 斉藤正男、元日本社会党衆議院議員（* 1919年）
- 9月2日 - 津田真澂、経営学者（* 1926年）
- 9月2日 - ボブ・デンバー (en:Bob Denver)、俳優（* 1935年）
- 9月3日 - ウィリアム・レンキスト、アメリカ合衆国連邦最高裁判所長官（* 1925年）
- 9月3日 - 明間輝行、実業家（* 1925年）
- 9月6日 - 河合斌人、実業家・教育者（* 1918年）
- 9月6日 - 大野英二、経済学者（* 1922年）
- 9月6日 - 宮下信明、元プロ野球選手（* 1924年）
- 9月7日 - 岩月収二、政治家（* 1918年）
- 9月7日 - 見沢知廉、作家・新右翼活動家（* 1959年）
- 9月9日 - ジュリアーノ・ボンファンテ、言語学者（* 1904年）
- 9月9日 - 柴田喜代子、声楽家（* 1924年）
- 9月13日 - 中北千枝子[1]、女優（* 1926年）
- 9月13日 - トニ・フリッチ、サッカー選手（* 1945年）
- 9月14日 - ロバート・ワイズ、映画監督（* 1914年）

## （16日 - 30日）
- 9月16日 - 庄司博一、元労働経済研究所所長（* 1922年）
- 9月17日 - アルフレッド・リード、吹奏楽作曲家・指揮者（* 1921年）
- 9月19日 - 後藤田正晴、元自由民主党衆議院議員・警察庁長官・内閣官房長官（* 1914年）
- 9月19日 - 中内㓛、ダイエー創業者、流通科学大学創設者・学園長（* 1922年）
- 9月20日 - サイモン・ヴィーゼンタール、ナチ・ハンター（* 1908年）
- 9月21日 - 中尾是正、写真家・編集者・実業家（* 1921年）
- 9月22日 - 有川貞昌、映画監督（* 1925年）
- 9月24日 - 飯沼二郎、京都大学名誉教授（* 1918年）
- 9月24日 - 坂野惇子、実業家・ファミリア創業者（* 1918年）
- 9月25日 - ドン・アダムス、コメディアン・俳優 （* 1923年）
- 9月26日 - 林厳雄、物理学者（* 1922年）
- 9月27日 - 渡辺宏、東京ガス元社長 （* 1923年）[2]
- 9月28日 - レオ・スターンバック、精神安定剤ジアゼパム開発者（* 1908年）
- 9月29日 - 大出峻郎、元最高裁判所判事（* 1932年）
- 9月30日 - 直原玉青、日本南画院会長（* 1904年）
- 9月30日 - 和田典子、家庭科教師・社会運動家（* 1915年）
- 9月30日 - 古岡勝、武道家 (* 1919年）